# Seitenstechen (Literaturzeitschrift)
Seitenstechen ist eine deutschsprachige Literaturzeitschrift, die 2015 von Joseph Felix Ernst und Philip Krömer gegründet wurde. Sie erscheint jährlich im homunculus verlag.
Die Zeitschrift vereint Kurzprosa und Lyrik von literarischen Newcomern und etablierten Gegenwartsautoren mit den Texten von Klassikern.

## Autoren
In den bisherigen Ausgaben erschienen Beiträge u. a. von Petrus Akkordeon, Manfred Chobot, Crauss, Ulrike Draesner, Christopher Ecker, Eugen Egner, Tobias Falberg, Durs Grünbein, Caroline Hartge, Mathias Jeschke, Ulrich Koch, Martin Piekar, Lutz Rathenow, Tobias Roth, SAID, Christian Schloyer, Raoul Schrott, Jürgen Schwandt, Eckard Sinzig, Jan Snela, Armin Steigenberger, Peter Wawerzinek, Peter Paul Wiplinger, Ulrich Woelk. 

## Sonstiges
Die erste Ausgabe wurde erfolgreich durch Crowdfunding finanziert.